# Cicia
Cicia je fidžijský ostrov v souostroví Lau. Patří do severního souostroví Lau. Cicia je ostrov vulkanického původu. Je porostlý korálem. Jeho rozloha je 34 km², nejvyšší nadmořská výška 165 m.
Ostrov Cicia je obydlený a je na něm letiště. Na ostrově jsou tři vesnice (Tarukua, Mabula). Kolem dokola ostrova vede silnice. Jsou na něm rozsáhlé kokosové plantáže. V minulosti byl na ostrov dovezen flétňák australský k ochraně kokosových palem před škůdci. Na ostrově zdomácněl.
Na ostrově probíhá program znovuzalesnění vegetace poškozené tropickou cyklónou.